# ألبرتو مارتيني
ألبرتو مارتيني (بالإيطالية: Alberto Martini)‏ هو رسام إيطالي، ولد في 24 نوفمبر 1876 في أوديرزو في إيطاليا، وتوفي في 8 نوفمبر 1954 في ميلانو في إيطاليا.